# Paso de las Piedras de Arerunguá
Paso de las Piedras de Arerunguá ist eine Ortschaft in Uruguay.

## Geographie
Paso de las Piedras de Arerunguá befindet sich im Departamento Salto in dessen Sektor 5. Der Ort liegt im Südosten des Departamentos ostsüdöstlich von Cerros de Vera und nordöstlich von Paso del Parque del Daymán.

## Einwohner
Die Einwohnerzahl von Paso de las Piedras de Arerunguá beträgt 64 (Stand: 2011), davon 36 männliche und 28 weibliche. Für die vorhergehenden Volkszählungen der Jahre 1963, 1975, 1985, 1996 und 2004 sind beim Instituto Nacional de Estadística de Uruguay keine Daten erfasst worden.
| Jahr | Einwohner |
| ---- | --------- |
| 1996 | -         |
| 2004 | -         |
| 2011 | 64        |

Quelle: Instituto Nacional de Estadística de Uruguay